# CHIMERA
「CHIMERA」（キメラ）は、vistlipの11枚目のシングル。2013年4月13日にマーベラスAQLから発売された。

## 解説
豪華ブックレット盤（初回限定盤）、vister、lipperの形態で発売された。豪華ブックレット盤には豪華ブックレットとジャケットがデジパック仕様となっている。
初回限定特典にはvistlipメンバーの取り下ろし写真のトレーディングカード（全10種類）がランダムに封入されている。

## 収録曲

### 豪華ブックレット

#### CD
1. CHIMERA
2. Light up
3. inc.
4. CHIMERA（instrumental）
5. Light up（instrumental）

### vister

#### CD
1. CHIMERA
2. Light up

#### DVD
1. CHIMERA music video
2. CHIMERA making

### lipper

#### CD
1. CHIMERA
2. Light up
3. System down